# サザントランスポートサービス
サザントランスポートサービス株式会社は、大阪府堺市堺区に本社を置く南海グループの貨物運送会社である。

## 概要
堺を拠点として、関西国際空港等で貨物運送、荷役・倉庫・引越事業を展開している。

## 沿革
- 1910年7月12日 - 高野索道株式会社として創業
- 1951年3月13日 - 一般貸切貨物自動車運送事業免許
- 1959年7月22日 - 一般路線貨物自動車運送事業免許
- 1960年5月7日 - 索道事業廃止
- 1961年9月1日 - 南海高野運輸株式会社に商号変更
- 1985年11月5日 - 本店を橋本市学文路に移転
- 1987年8月28日 - 本店を堺市神南辺町に移転
- 1988年11月22日 - サザントランスポートサービス株式会社に商号変更
- 1989年2月7日 - 自動車運送取扱事業登録
- 1991年7月1日 - 航空貨物ハンドリング業務開始（大阪国際空港）
- 1992年3月27日 - 倉庫業・保税上屋許可
- 1994年9月4日 - 旅客手荷物ハンドリング開始 関西国際空港開港
- 2004年6月25日 - 特定労働者派遣事業届出
- 2009年10月1日 - りんくう営業所開設（開発営業部、運送課統合）
- 2010年7月12日 - 創業100周年
- 2013年5月31日 - グリーン経営認証取得
- 2015年12月15日 - 安全性優良事業所（Gマーク）取得
- 2018年10月1日 - 労働者派遣事業許可

## 営業所
- 運送事業部
  - 堺営業所 - 大阪府堺市堺区神南辺町1丁45番1号
  - 堺倉庫 - 大阪府堺市堺区神南辺町1丁45番1号
  - りんくう営業所 - 大阪府泉佐野市りんくう往来北5-1
- 航空貨物事業部
  - 航空貨物事業部 - 大阪府泉佐野市りんくう往来北5-1
- 旅客事業部
  - 空港旅客課 - 大阪府泉南郡田尻町泉州空港中1 南海電鉄関西空港駅構内